# Alessandro Jacovoni
Alessandro Jacovoni (Roma, 29 agosto 1932 – 20 dicembre 1993) è stato un produttore cinematografico italiano attivo principalmente negli anni '60.

## Biografia
Ha fondato con Tonino Cervi la Ajace Film Compagnia Cinematografica. Realizza come regista il film Universo di notte, nato sulla scia del successo di Europa di notte, di Alessandro Blasetti. Da una sua proposta al regista Giulio Questi e allo sceneggiatore Franco Arcalli nasce il film Se sei vivo spara.

## Filmografia

### Produttore
- Gli innamorati, regia di Mauro Bolognini (1955)
- La notte brava, regia di Mauro Bolognini (1959)
- I ragazzi dei Parioli, regia di Sergio Corbucci (1959)
- L'impiegato, regia di Gianni Puccini (1959)
- Le svedesi, regia di Gian Luigi Polidoro (1960)
- La lunga notte del '43, regia di Florestano Vancini (1960)
- Tiro al piccione, regia di Giuliano Montaldo (1961)
- Leoni al sole, regia di Vittorio Caprioli (1961)
- Romolo e Remo, regia di Sergio Corbucci (1961)
- Parigi o cara, regia di Vittorio Caprioli (1962)
- La lepre e la tartaruga, regia di Alessandro Blasetti, episodio da Le quattro verità (1962)
- Hong Kong un addio, regia di Gian Luigi Polidoro (1962)
- 7 magnifiche pistole, regia di Romolo Guerrieri (1966)
- Se sei vivo spara, regia di Giulio Questi (1967)
- Il delitto del diavolo, regia di Tonino Cervi, produzione esecutiva (1970)

### Produttore e regista
- Universo di notte, co-regia con Giuliano Montaldo, Gian Luigi Polidoro e Giulio Questi (1962)